# Atlético Monzón
Atlético Monzón ist ein spanischer Fußballverein aus Monzón, einer Stadt aus der Provinz Huesca. Er wurde 1950 gegründet.

## Geschichte
Der Verein wurde 1922 als Football Club Monzón gegründet und trug zunächst die Farben rot-blau. 1927 wurde der Verein in Club Deportivo Monzón umbenannt. Nach einem Streit mit dem Verband zog sich der Verein aus dem laufenden Spielbetrieb zurück, wurde aber 1950 unter dem bis heute bestehenden Namen Club Atlético de Monzón neugegründet. Der Verein bestritt sein erstes Spiel mit dem neuen Namen am 17. September 1950. In der Saison 1956/57 wurde der erste Aufstieg in die Tercera División Nacional, die dritte Liga, gefeiert. In der Saison 2008/09 wurde der Verein aragonesischer Meister unter Trainer Miguel Rubio. Atlético Monzón ist inoffiziell die zweite Mannschaft von Real Saragossa.